# 가오제
가오제(중국어: 高捷, 병음: Gāo Jié, 한자음: 고첩, 1958년 4월 23일 ~ )는 타이완의 배우이다. 잭 가오(Jack Kao)라는 영어 이름으로 부르기도 한다.
장쑤성에 본적을 둔 부모의 아들로 태어났으며 1987년에 개봉된 허우샤오셴 감독의 영화 《나일의 딸》을 통해 데뷔했다. 1989년 베네치아 국제 영화제에서 황금사자상을 수상한 허우샤오셴 감독의 영화 《비정성시》를 비롯한 영화 작품에 출연했다. 2005년에는 제40회 금마장에서 텔레비전 드라마 남우조연상을 수상했다.

## 출연 작품

### 텔레비전 드라마
- 《육교를 지나서 바다를 본다》 (2004년)
- 《고독한 연인의 꽃》 (2005년)
- 《취시요향련》 (2010년)
- 《동화춘이발청》 (2012년)
- 《고독한 미식가》 (2015년)
- 《호가화》 (2016년)

### 영화
- 《나일의 딸》 (1987년) - 임효방 역
- 《비정성시》 (1989년) - 임문량 역
- 《화소도》 (1990년)
- 《천사의 유해》 (1992년)
- 《폭풍열도》 (1993년)
- 《독벽신도》 (1994년)
- 《점지병병지 청년간탐》 (1994년)
- 《호남호녀》 (1995년) - 아위 역
- 《95 연인》 (1995년)
- 《특경급선봉》 (1995년)
- 《남국재견》 (1996년) - 소고 역
- 《영웅신탐》 (1997년)
- 《해상화》 (1998년) - 뤄즈푸 역
- 《지금 죽고 싶은》 (1999년)
- 《성월동화》 (1999년)
- 《경천동지》 (1999년)
- 《순류역류》 (2000년)
- 《밀레니엄 맘보》 (2001년) - 잭 역
- 《용호방》 (2004년)
- 《천당구》 (2007년)
- 《노면주차》 (2008년)
- 《신 인간 개》 (2008년)
- 《안녕하세요, 아버지?》 (2009년)
- 《레드나잇》 (2009년) - 미스터 코 역
- 《크레이지 레이서》 (2009년)
- 《줌 헌팅》 (2009년)
- 《일석지지》 (2009년)
- 《스나이퍼》 (2009년)
- 《신주쿠 사건》 (2009년)
- 《눈물의 왕자》 (2009년)
- 《귀신 들린》 (2009년)
- 《오브아, 타이페이》 (2010년) - 카이 아버지 역
- 《10+10》 (2011년)
- 《좀비 108》 (2012년)
- 《블랙 앤 화이트》 (2012년)
- 《여해괴괴》 (2012년)
- 《클리너》 (2013년)
- 《격전》 (2013년)
- 《도뷸료적지방》 (2013년)
- 《마이 럭키 스타》 (2013년)
- 《뛰어내리든지 살든지》 (2014년)
- 《좀비 파이트 클럽》 (2014년)
- 《태평륜》 (2014년)
- 《마사지스트》 (2015년)
- 《가타오》 (2015년)
- 《미성》 (2015년)
- 《열혈강도: 위장 경찰 사기단》 (2015년)
- 《태평륜 피안》 (2015년)
- 《폭주신탐》 (2015년)
- 《귀엽거나 미치거나》 (2016년)
- 《진실금지구역》 (2016년)
- 《천량지전: 새벽이 오기 전에》 (2016년)
- 《임북소무》 (2017년)
- 《게임의 규칙》 (2017년)
- 《경성 81호 2》 (2017년)
- 《천성부대》 (2017년)
- 《행복도시》 (2018년)
- 《서북풍운》 (2018년)
- 《대범죄도시: 나쁜 녀석들》 (2018년)
- 《가타오 2 - 제왕의 부상》 (2018년)
- 《한단》 (2019년)
- 《가타오: 부전자전》 (2024년)